# Saludo militar

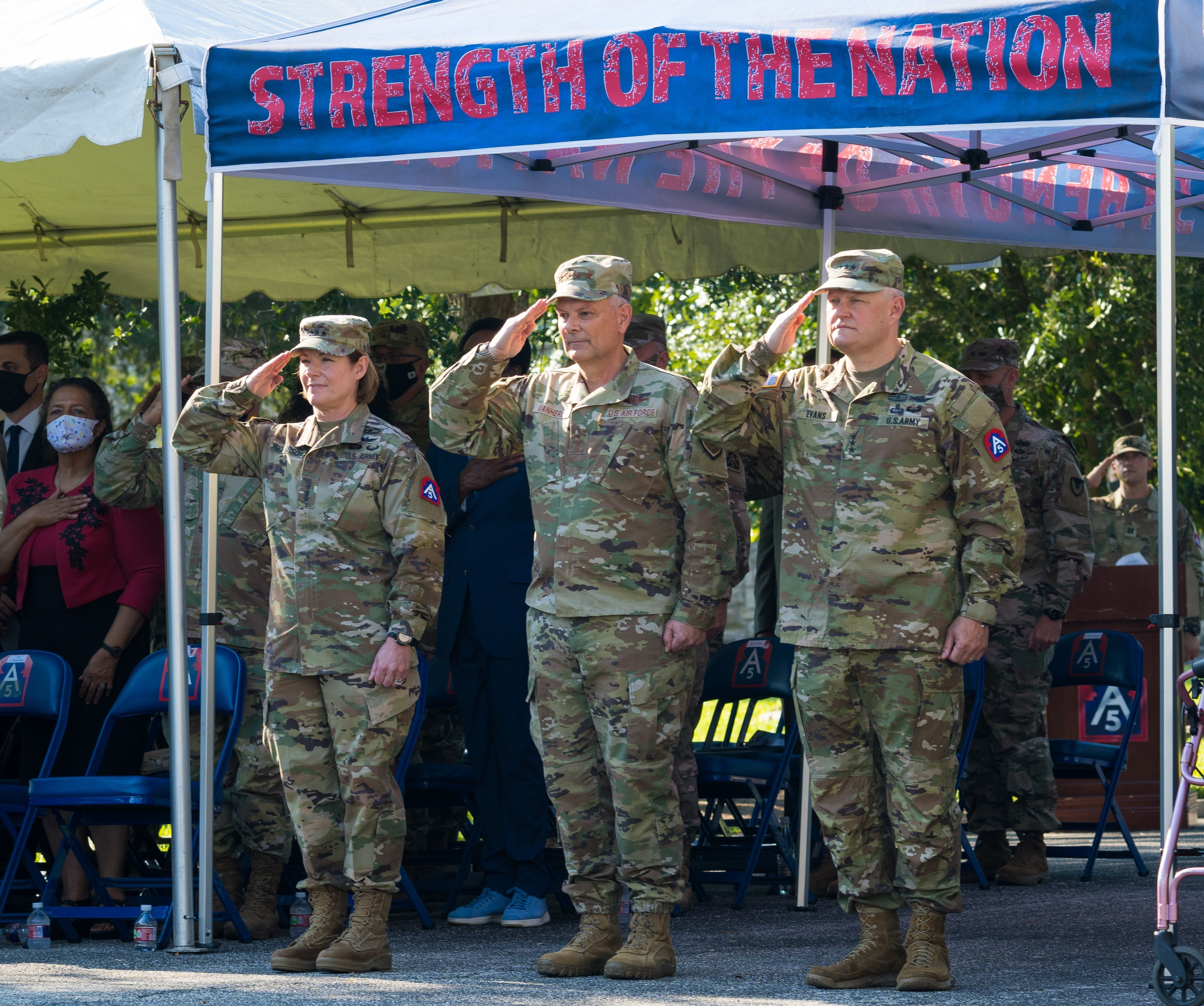
3 soldados de las Fuerzas Armadas de los Estados Unidos haciendo un saludo militar.

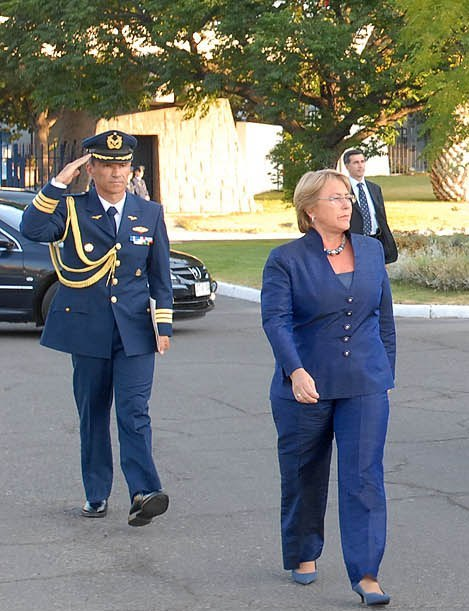
Edecán Aéreo de Michelle Bachelet saluda a un destacamento de presentación de la Fuerza Aérea.

El saludo militar o marcial es la forma en que los militares de diferentes fuerzas armadas, policiales, penitenciarias y cuerpos de bomberos, saludan mientras están en funciones. Consiste en llevar la mano derecha con los dedos juntos hacia la sien o a la visera de la gorra si es que la llevaran puesta. En la mayoría de los países, este se ejecuta de manera que la palma de la mano es invisible para la otra persona; sin embargo, en países como Reino Unido y Francia la palma quedará visible para el público, quedando la mano de manera perpendicular al suelo. En Chile, España, Argentina y Uruguay este saludo solamente es reglamentario hacerlo cuando se tiene la prenda de cabeza puesta. 
Usualmente el saludo militar se conoce también como saludo de visera. En Ecuador, Argentina y Uruguay esta forma de saludo se denomina hacer la venia.

## Origen

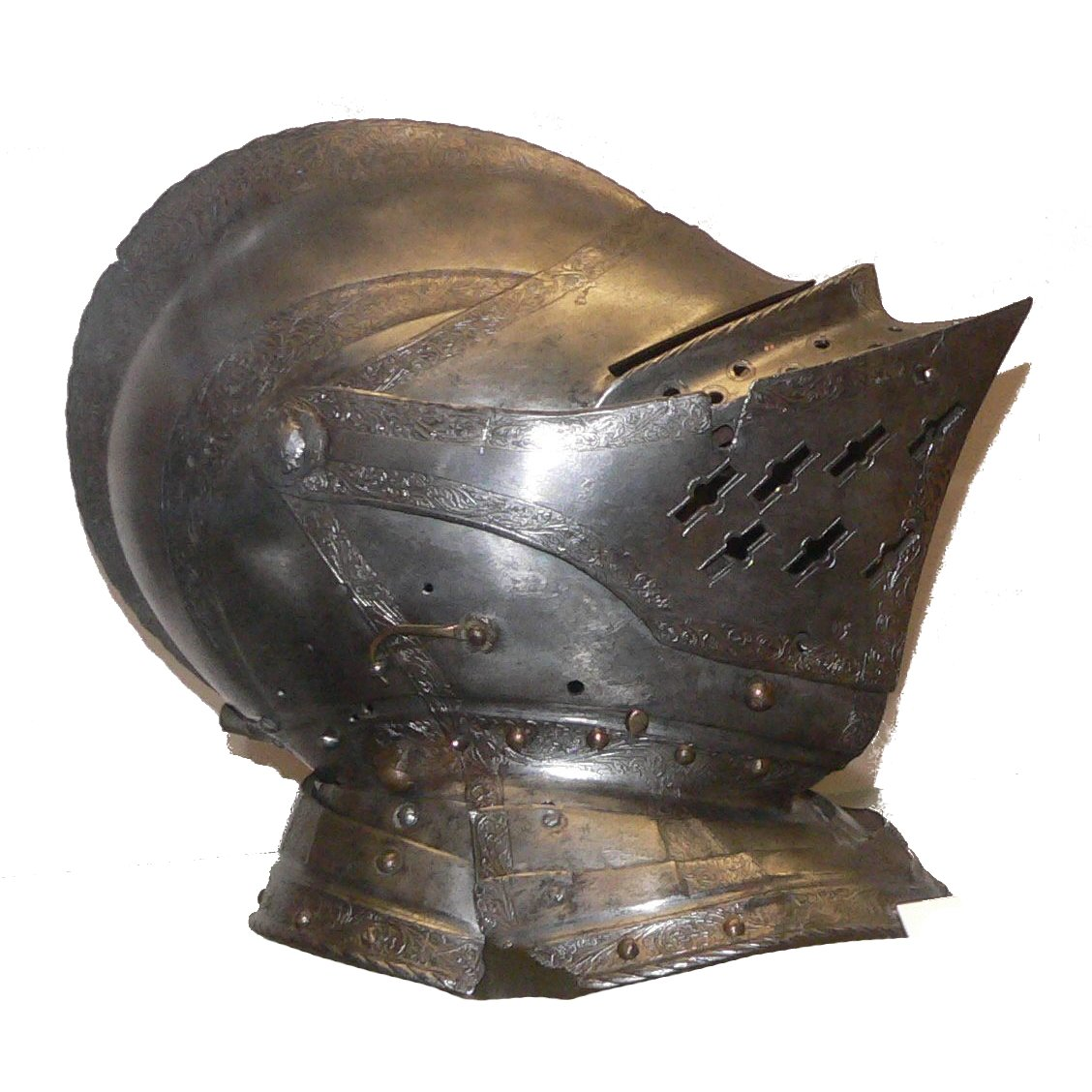
Yelmo bajo medieval, la celada o visera protectora debía ser levantada con la mano para reconocer el rostro.

En la película La última fortaleza (2001), con Robert Redford como el general protagonista, se plantea que el saludo militar proviene de cuando los señores feudales levantaban las viseras de sus yelmos de combate (que hacían invisibles sus rostros) para reconocerse. Otra posibilidad es que el poner la mano en el visor significaba que no estaba en ánimo de combatir al señor de enfrente.